# Pavel Brătășanu
Pavel Bătășanu (n. 1857, Șopârlița, jud. Romanați - d. 1935), om politic român. Membru al Partidului Național Român, apoi vicepreședinte al Partidului Național-Țărănesc (1926). A editat ziarul conservator „La Roumanie” (1918-1919), apărut la Paris, în care a făcut cunoscută opiniei publice internaționale legitimitatea dezideratului desăvârșirii unității statale a românilor.